# Hubert Suchantke
Hubert Suchantke (* 25. September 1954; † 15. Juli 2021) war ein deutscher Fußballtorwart. Er hütete 1979/80 das Tor für die BSG Chemie Leipzig in der DDR-Oberliga, der höchsten Spielklasse im DDR-Fußball.

## Sportliche Laufbahn
Bevor Hubert Suchantke 1975 zur Betriebssportgemeinschaft (BSG) Chemie Leipzig kam, hatte er als Soldat der Nationalen Volksarmee mit der Armeesportgemeinschaft Vorwärts in Wolfen Fußball in der drittklassigen Bezirksliga Halle Fußball gespielt. Nach seiner Entlassung aus der Armee schloss sich Suchantke zur Saison 1975/76 Chemie Leipzig an. Dort wurde der 1,91 m große Torwart zwar als Nummer drei im Tor der Oberligamannschaft gemeldet, wurde aber nur in der 2. Mannschaft eingesetzt, die in der Bezirksliga Leipzig spielte. Am Saisonende stieg die 1. Mannschaft in die DDR-Liga ab. Dort löste Suchantke den bisherigen Stammtorwart Siegfried Stötzner ab, der in der Rückrunde der Saison 1976/77 zum 1. FC Lokomotive Leipzig gewechselt war. Suchantke kam so 1976/77 noch in neun DDR-Liga-Spielen zum Einsatz und stand auch, nachdem sich die BSG Chemie für die Oberliga-Aufstiegsrunde qualifiziert hatte, in alle acht Aufstiegsspielen im Tor, wobei die Chemiker allerdings den Aufstieg verpassten. 1977/78 war Suchantke unangefochten Stammtorwart und fehlte nur bei zwei der 22 Ligaspiele. Wieder vergeblich bestritt er auch die acht Oberliga-Aufstiegsspiele. 1978/79 musste Suchantke den Stammplatz an Torwart Reinhard Menzel abgeben, er selbst kam nur in acht Punktspiele zum Einsatz. Die Mannschaft erreichte zum dritten Mal die Aufstiegsrunde, die sie diesmal aber erfolgreich abschloss. Dazu trug Suchantke mit vier von acht Qualifikationsspielen bei. In der Oberligasaison 1979/80 schaffte Chemie Leipzig nicht den Klassenerhalt. In den 26 Oberligaspielen hatte Suchantke in 14 Partien im Tor gestanden. In den beiden folgenden DDR-Liga-Spielzeiten konnte er seinen Stammplatz verteidigen, musste ihn aber in der Saison 1982/83 an Jörg Saumsiegel abgeben. Suchantke kam nur in einem Punktspiel zum Einsatz und wirkte auch nur in einem Aufstiegsspiel mit. Nachdem Leipzig zum wiederholten Male den Aufstieg verpasst hatte, schloss sich Suchantke dem DDR-Ligisten BSG Robotron Sömmerda an. Dort spielte er nur während der Saison 1983/84, in der in 20 der 22 Ligaspielen eingesetzt wurde.
Zur Saison 1984/85 wechselte Suchantke innerhalb der DDR-Liga zur Chemie Böhlen. Dort war er sechs Spielzeiten lang Stammtorwart, von den 204 in dieser Zeit ausgetragenen Punktspielen bestritt er 183 Begegnungen. 1990 schaffte er mit der BSG Chemie den Aufstieg in die zur Saison 1990/91 neu geschaffene Oberliga Nordost. Zu Beginn der Saison hatten sich die bisherigen Betriebssportgemeinschaften Chemie Böhlen und Chemie Leipzig zum FC Sachsen Leipzig zusammengeschlossen, dem sich der ehemalige Nationalmannschafts-Torhüter René Müller anschloss. Gegen ihn war Suchantke chancenlos, er kam nur in einem Punktspiel zum Einsatz. Da im Zuge der deutschen Wiedervereinigung zur Saison 1991/92 die bisherigen Fußball-Ligen der DDR in den Spielbetrieb des DFB eingegliedert wurden, wurde die Oberliga Nordost drittklassig. Auch in dieser Spielzeit gehörte Suchantke noch zum Kader des FC Sachsen, danach verlor sich seine Spur in der öffentlichen Berichterstattung.
Im höherklassigen DDR-Fußball war Hubert Suchantke bis 1990 in 14 Spielzeiten aktiv. Dabei bestritt er 14 Spiele in der Oberliga und 270 DDR-Liga-Spiele. Daneben nahm er an vier Oberliga-Aufstiegsrunden teil, in denen er in 21 Spielen eingesetzt wurde.